# Ткаченкове
Ткаче́нкове — пасажирський залізничний зупинний пункт Полтавської дирекції Південної залізниці.
Розташований у лісі між урочищем Суткове, болотом та річкою Тагамлик, Новосанжарський район, Полтавської області на лінії Полтава-Південна — Кременчук між станціями Полтава-Південна (20 км) та Мала Перещепинська (4 км).
На зупинному пункті зупиняються приміські електропоїзди.